# Offida
Offida – miejscowość i gmina we Włoszech, w regionie Marche, w prowincji Ascoli Piceno.
Według danych na styczeń 2009 gminę zamieszkiwały 5344 osoby przy gęstości zaludnienia 108,6 os./1 km².

## Miasta partnerskie
- Świecie